# اسنرستون
اسنرستون (به انگلیسی: Snarestone) یک روستا و محله مدنی در بریتانیا است که در North West Leicestershire واقع شده‌است. اسنرستون ۳۱۲ نفر جمعیت دارد.